# Jürgen Schröder (Ruderer)

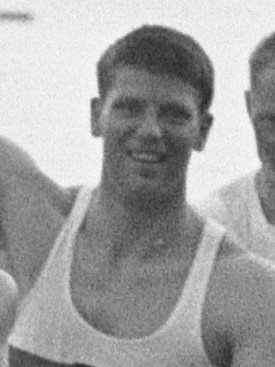
Jürgen Schröder (1964)

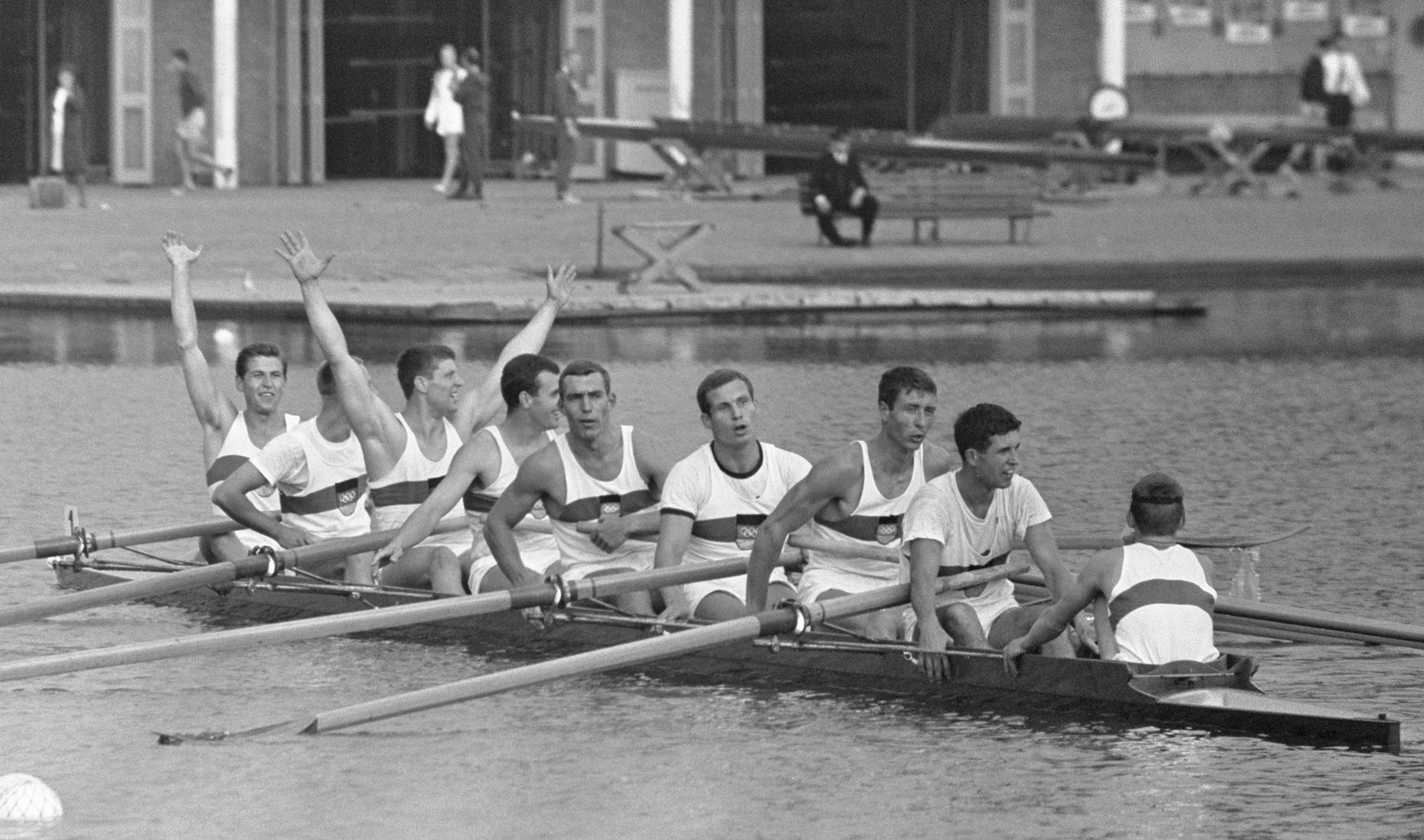
Die Europameister von 1964, Jürgen Schröder ist Dritter von links

Jürgen Schröder (* 6. März 1940 in Grünberg) ist ein ehemaliger deutscher Ruderer. 1964 wurde er Olympiazweiter im Achter.
Der Ruderer vom Ratzeburger Ruderclub gehörte 1964 und 1965 zum von Karl Adam trainierten Deutschland-Achter. 1964 gewann er den Titel bei den Deutschen Meisterschaften und bei den Europameisterschaften in Amsterdam. Bei den Olympischen Spielen 1964 in Tokio gewann der deutsche Achter seinen Vorlauf vor den Booten aus den USA, aus Italien und aus Jugoslawien, die Boote aus der Tschechoslowakei und aus der Sowjetunion gewannen die anderen beiden Vorläufe. Über die Hoffnungsläufe erreichten das Boot aus den USA, sowie die Italiener und die Jugoslawen ebenfalls das Finale. Hatten die Deutschen im Vorlauf das Boot aus den USA um 28 Hundertstelsekunden geschlagen, so distanzierten die Amerikaner die Deutschen im Finale gleich um fünf Sekunden, hinter den USA und Deutschland gewann das Boot aus der Tschechoslowakei die Bronzemedaille. 1965 siegte der Ratzeburger Achter erneut bei den Deutschen Meisterschaften und verteidigte in Duisburg den Europameistertitel.
Jürgen Schröder ist promovierter Jurist. Er war bis 1972 persönlicher Sekretär von Willi Daume beim Organisationskomitee für die Olympischen Spiele 1972. Später leitete Schröder eine Agentur in München und war bis 1998 Marketing-Beauftragter des Deutschen Ruderverbandes.